# Підводні човни типу «Черчилль»
| Підводні човни типу «Черчилль» | Підводні човни типу «Черчилль»                                                          | Підводні човни типу «Черчилль»                                                          |
| ------------------------------ | --------------------------------------------------------------------------------------- | --------------------------------------------------------------------------------------- |
| Churchill class                |                                                                                         |                                                                                         |
|                                |                                                                                         |                                                                                         |
|                                |                                                                                         |                                                                                         |
| Під прапором                   | Велика Британія                                                                         | Велика Британія                                                                         |
| Спуск на воду                  | 1968—1969 рр (3 човни)                                                                  | 1968—1969 рр (3 човни)                                                                  |
| Виведений зі складу флоту      | 1990—1992 рр                                                                            | 1990—1992 рр                                                                            |
| Проєкт                         |                                                                                         |                                                                                         |
| Тип ПЧ                         | Підводні човни атомні багатоцільові (ПЧА)                                               | Підводні човни атомні багатоцільові (ПЧА)                                               |
| Розробник проєкту              | Vickers Shipbuilding and Engineering Ltd (VSEL)                                         | Vickers Shipbuilding and Engineering Ltd (VSEL)                                         |
| Класифікація НАТО              | Churchill class                                                                         | Churchill class                                                                         |
| Основні характеристики         |                                                                                         |                                                                                         |
| Швидкість (надводна)           | 20 вузлів (37 км/год)                                                                   | 20 вузлів (37 км/год)                                                                   |
| Швидкість (підводна)           | 28 вузлів (55 км/год)                                                                   | 28 вузлів (55 км/год)                                                                   |
| Робоча глибина занурення       | 210 м                                                                                   | 210 м                                                                                   |
| Гранична глибина занурення     | 300 м                                                                                   | 300 м                                                                                   |
| Автономність плавання          | обмежена лише запасами їжі                                                              | обмежена лише запасами їжі                                                              |
| Екіпаж                         | 103 особи                                                                               | 103 особи                                                                               |
| Розміри                        |                                                                                         |                                                                                         |
| Довжина найбільша (по КВЛ)     | 86,9 м                                                                                  | 86,9 м                                                                                  |
| Ширина корпусу найб.           | 10,1 м                                                                                  | 10,1 м                                                                                  |
| Середня осадка (по КВЛ)        | 8,2 м                                                                                   | 8,2 м                                                                                   |
| Водотоннажність надводна       | 4200 т                                                                                  | 4200 т                                                                                  |
| Озброєння                      |                                                                                         |                                                                                         |
| Торпедно- мінне озброєння      | Носові: 6 ТА калібру 533-мм типу «Tigerfish» (32 торпеди Mk8, Mk24 або 64 міни Mk5, Mk6 | Носові: 6 ТА калібру 533-мм типу «Tigerfish» (32 торпеди Mk8, Mk24 або 64 міни Mk5, Mk6 |
| Ракетне озброєння              | 6 крилатих ракет UGM-84B «Саб Гарпун»                                                   | 6 крилатих ракет UGM-84B «Саб Гарпун»                                                   |
| Зображення на Вікісховищі      |                                                                                         |                                                                                         |

Підводні човни типу «Черчилль» (Churchill) — тип ПЧА багатоцільового ВМС Великої Британії. Було побудовано і передано флоту 3 човни. Був продовженням розвитку типу «Веліант».

## Історія
Підводні човни типу «Черчилль» будувалися як продовження типу «Веліант», коли по завершенні програми «Резолюшн» вивільнилися ресурси. Основні розміри залишилися колишніми.
Два човни (Churchill і Courageous) будувалися на верфі Vickers- Armstrongs в Барроу-ін-Фернесс, третя (Conqueror) на верфі Cammell Laird в Біркенхед. Їх головним завданням була боротьба з радянськими атомними підводними човнами, другорядною — з надводними кораблями.

## Конструкція

### Радіоелектронне і гідроакустичне обладнання
Покращення, порівняно з попереднім типом, були передусім внутрішні: гідроакустичне озброєння і зниження шумності. Човни отримали новий процесор для обробки акустичних сигналів і нове звукопоглинальне покриття корпусу. У 1973–1977 роках човни типу «Черчилль», паралельно з іншими, пройшли середній ремонт і перезавантаження активної зони на верфі в Чатем. Тоді ж отримали новий сонар типу 2020 і ГПБА типу 2026.

## Експлуатація
Основну частину служби човни провели у Північній Атлантиці, діючи в складі підводних сил НАТО (NORSUBLANT).

## Бойове використання
Однак у 1982 році вони брали участь в Англо-аргентинської війни і човен «Conqueror» став першим і з тих пір єдиним АПЧ, котрий потопив корабель в ході бойових дій.

## Сучасний статус

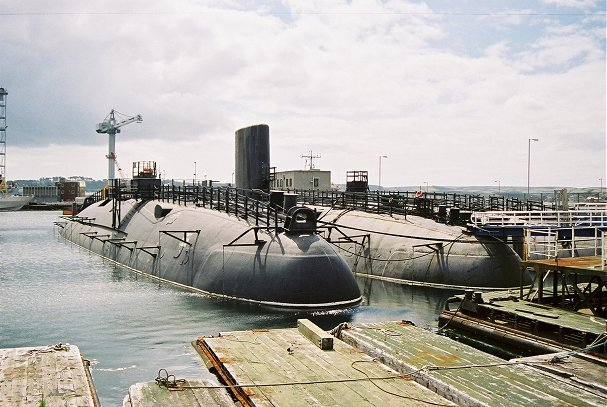
«Warspite», «Conqueror», «Valiant» у відстої

Більш старі човни типів «Valiant», «Черчилль» виводилися з активного складу передчасно, через виявлений розтріскування трубопроводів першого контуру реактора. Останній човен був виведений в резерв 10 квітня 1992 року. Після вивантаження реакторного палива та періоду відстою, човни проходять утилізацію.

## Представники
| Назва       | Завод. № | Завод               | Закладний      | Спущений на воду | Переданий флоту  | Виведений з флоту |
| ----------- | -------- | ------------------- | -------------- | ---------------- | ---------------- | ----------------- |
| «Черчилль»  | S 46     | Vickers- Armstrongs | 30 червня 1967 | 20 грудня 1968   | 15 липня 1970    | 28 лютого 1991    |
| «Конкерор»  | S 48     | Cammell Laird       | 8 грудня 1967  | 18 серпня 1969   | 9 листопада 1971 | 2 серпня 1990     |
| «Корейджес» | S 50     | Vickers- Armstrongs | 15 травня 1968 | 7 березня 1970   | 16 жовтня 1971   | 10 квітня 1992    |